# European Parliament Platform for Secularism in Politics
Die European Parliament Platform for Secularism in Politics bzw. Plattform des Europäischen Parlaments für Säkularismus in der Politik (EPPSP) war ein parteiübergreifender Zusammenschluss von Mitgliedern des Europäischen Parlaments, die sich nach eigenem Selbstverständnis für den Säkularismus einsetzen. Vorsitzende sind die Niederländerin Sophie in ’t Veld (ALDE/D66) und die Französin Virginie Rozière (S&D/PRG).

## Ziele
Die EPPSP zielt darauf, Bewusstsein für die Trennung von Religion und Staat zu schaffen und die Werte und Prinzipien der Europäischen Union zu schützen. Sie möchte Religionsfreiheit und Freiheit vor Religion verteidigen und versteht sich als Verteidigerin von Minderheiten.

## Organisation
Der EPPSP gehören zahlreiche EU-Parlamentarier an. Im Vorstand sitzen neben in 't Veld und Rozière die Politiker Jean-Marie Cavada (Nouveau Centre, Frankreich) und Dennis de Jong (SP, Niederlande) als Vizevorsitzende. Folgende Organisationen bilden den Beirat: Centre d’Action Laïque, European Humanist Federation, Catholics for Choice, Catolicas por el Derecho a Decidir de Espana, European Network Church on the Move, Eglises et Libertés, Iglesia por la Libertad, Association Européenne de la Pensée Libre, British Humanist Association, Human Rights Without Frontiers, National Secular Society.

## Auszeichnungen
Für den Einsatz für die EPPSP wurde Sophie in ’t Veld im Jahr 2011 sowohl mit der Auszeichnung Secularist of the Year (Irwin Prize) der National Secular Society als auch dem International Humanist Award der Internationalen Humanistischen und Ethischen Union ausgezeichnet.